# Hirschegg (Gemeinde Mittelberg)

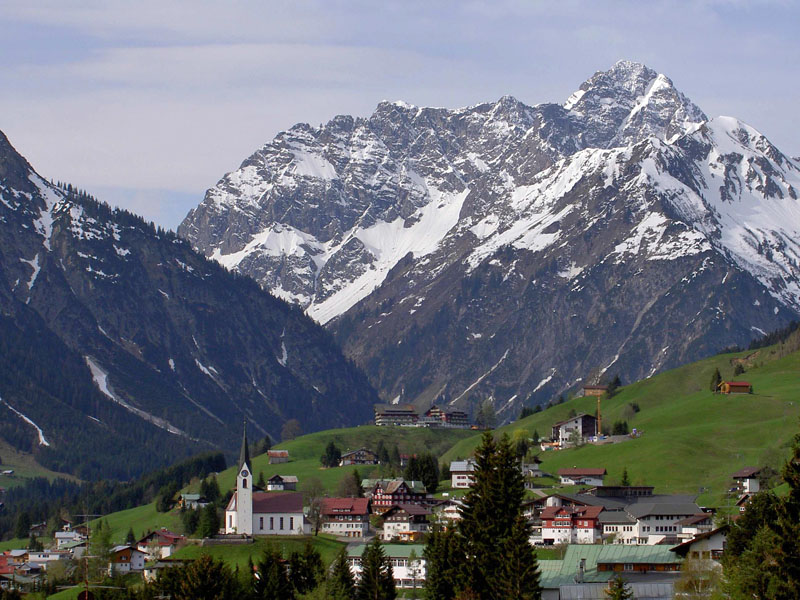
Der Ort Hirschegg, im Hintergrund der Große Widderstein (2004)

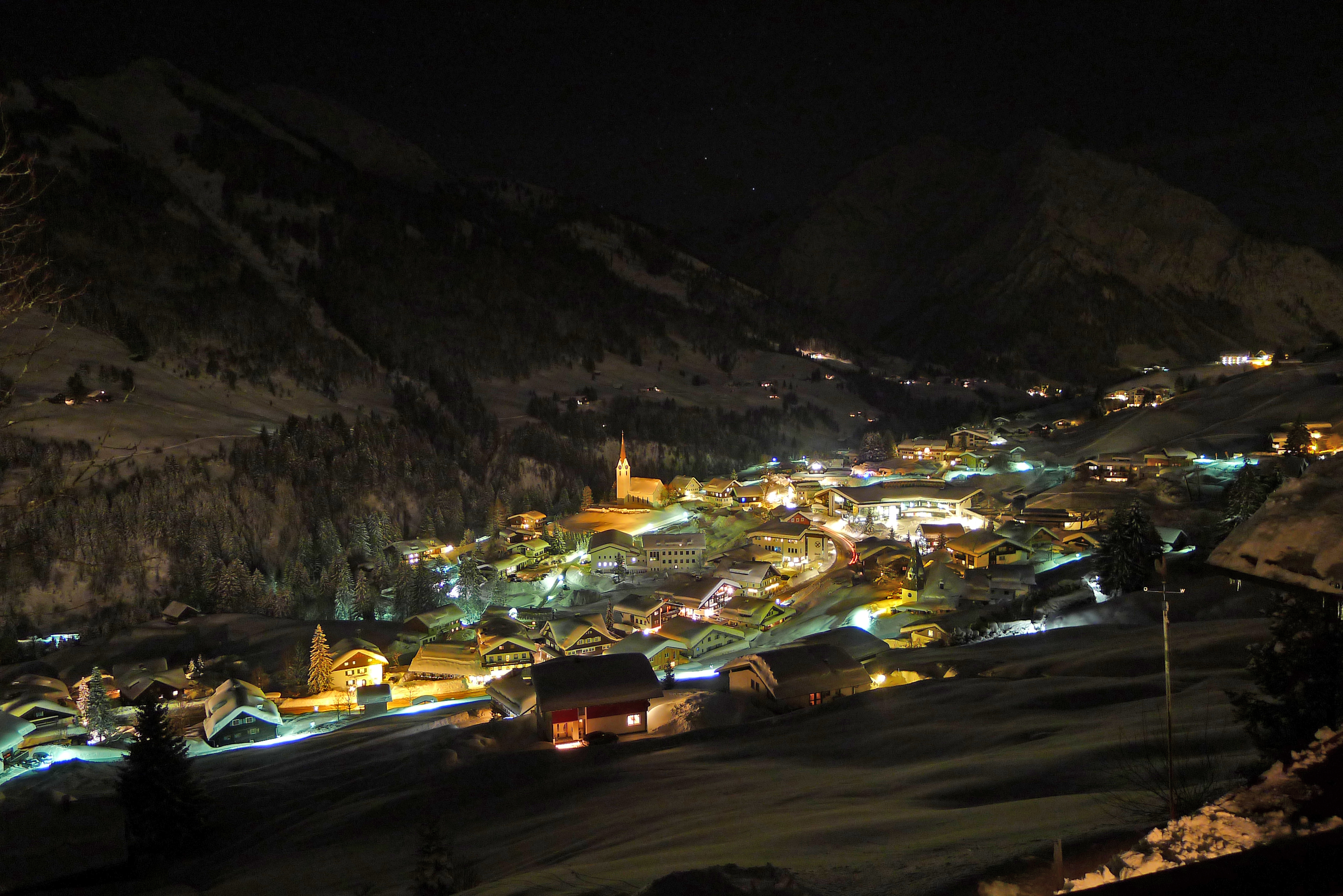
Hirschegg bei Nacht

Hirschegg ist ein Ort der Gemeinde Mittelberg im Kleinwalsertal.

## Geografie
Hirschegg hat Ortsteile mit der Bezeichnung Au, Dürenboden, Letze, Nebenwasser und Wäldele.
Der Aubach, Mühlebach und Schwarzwasserbach fließen in die Breitach.
Die Berge von Hirschegg gehören zu den Allgäuer Alpen, die ein Teil der nördlichen Ostalpen sind. Der markante Berg bei Hirschegg ist der Hohe Ifen mit einer Höhe von 2230 m.

## Geschichte
Die Silberfuchsfarm Hirschegg-Riezlern war als Musterfarm gleichzeitig der erste mitteleuropäische Zuchtbetrieb für Silberfüchse. Sie bestand seit 1920 bis etwa Ende der 1930er Jahre.

## Kultur und Sehenswürdigkeiten
Im Ort:
- Evangelische Kreuzkirche
- Katholische Kirche Hl. Anna
- Kriegerdenkmalkapelle
- Kapelle Mariahilf im Leidtobel
- Altes Gerichts-/Gemeindehaus am Sonnenbühl
- Ehemaliges Mesner- und Schulhaus
- Nazesch-Haus am Schöntalweg
- denkmalgeschützter Dorfbrunnen
- Leidtobelbrücke (denkmalgeschützt)

In der Ortschaft:
- denkmalgeschützter Paarhof in Nebenwasser
- denkmalgeschütztes Walserhaus in Tobel
- Kapelle hl. Nikolaus von der Flüe im Wäldele

## Tourismus
1895 wurde eine schwache Eisenquelle entdeckt, welche jedoch mit ihrem Gehalt an Mineralstoffen zur Begründung eines Heilbadebetriebes nicht ausreichend war.